# Triclema marshalli
Triclema marshalli är en fjärilsart som beskrevs av George Thomas Bethune-Baker 1903. Triclema marshalli ingår i släktet Triclema och familjen juvelvingar. Inga underarter finns listade i Catalogue of Life.